# Tamtam
Tamtam är ett slagverksinstrument av cymbaltyp; en metallskiva med något böjd kant. Tamtam är en variant av den asiatiska gongen. Tamtam låter mörkt och dånande och om den inte avdämpas har den en lång efterklang. Den har använts i symfoniorkestrar sedan 1700-talet.